# فرنسيس ماهوني
فرنسيس ماهوني (20 نوفمبر 1927 ببروكلين في الولايات المتحدة - 29 أبريل 2008 في الولايات المتحدة) (بالإنجليزية: Francis Mahoney)‏ هو مدرب كرة سلة ولاعب كرة سلة أمريكي في مركز هجوم صغير الجسم.

## وصلات خارجية
- فرنسيس ماهوني على موقع إن بي أي (الإنجليزية)
- فرنسيس ماهوني على موقع سبورتس رفرنس (الإنجليزية)
- فرنسيس ماهوني على موقع ريلجم (الإنجليزية)
- فرنسيس ماهوني على موقع بروبوليرز (الإنجليزية)